# Mathieu d'Anjou
Mathieu d'Anjou, parfois nommé Mathieu d'Angers (né à Angers et mort en 1183 ou 1184) est un cardinal français du XIIe siècle.

## Biographie
Mathieu est chanoine de la cathédrale Saint-Maurice d'Angers vers 1160. Il est professeur de droit canon à Angers et Paris. 
Le pape Alexandre III le crée cardinal lors du consistoire de décembre 1178. Il participe au IIIe concile du Latran en 1179. Mathieu participe à l'élection de Lucius III en 1181. Il est présent lors de l'absolution du roi Guillaume Ier d'Écosse par le pape Lucius III au palais du Latran.
Il joue un rôle important entre Henri II Plantagenêt, Aliénor d'Aquitaine et Alexandre III.